# Synthase
Une synthase est une enzyme qui catalyse un processus de biosynthèse. À l'origine, la nomenclature biochimique fait la distinction entre les synthethases et les synthases. Selon cette définition, les synthétases utilisent l'énergie des nucléotides triphosphates telles que l'ATP, le GTP, le CTP, le TTP; alors que les synthases synthases catalysent des réactions entraînées par d'autres mécanismes.
Cependant la Joint Commission on Biochemical Nomenclature (JCBN) statue qu'une synthase est une lyase qui catalyse des réactions de synthèses, sans distinguer si elle utilise des nucléotides ou non ; tandis qu'une synthétase peut être utilisée comme synonyme d'une ligase, bien qu'il soit recommandé de ne pas utiliser le terme synthétase pour désigner les ligases afin de ne pas créer de confusion avec les synthases (lyases).
Selon la classification de la Commission des Enzymes, les synthases appartiennent au groupe des ligases, tandis que les lyases catalysent les réactions inverses.

## Convention de 1984
Le mot synthase peut désormais être ajouté au nom de toute substance pour indiquer qu'une enzyme particulière produit cette substance ; le champ d'application de cette nomenclature a été étendu aux enzymes qui catalysent des réactions impliquant l'hydrolyse d'un nucléotide triphosphate, qui ne pouvaient auparavant pas être appelées synthases. Ainsi, des noms précédemment utilisés tels que le glycogène synthase et le citrate synthase ont maintenant été associés à d'autres enzymes telles que glutamine synthase et NAD+ synthase.
Les enzymes catalysant des réactions de synthèse où le nom de deux réactifs qui se lient avec l'hydrolyse concomitante d'un nucléoside triphosphate est spécifié contiennent maintenant le terme recommandé de ligase au lieu de synthétase. Ainsi, tyrosine-ARNt ligase et acétate-CoA ligase sont désormais utilisés à la place de tyrosyl-ARNt synthétase et acétyl-CoA synthétase, bien que la forme synthétase soit encore acceptée pour le moment.
Comme le recommande une publication, les auteurs peuvent continuer à utiliser le mot synthétase pour distinguer une enzyme qui catalyse une réaction impliquant l'hydrolyse d'un nucléoside triphosphate, mais il est plus probable d'être compris si le terme ligase est utilisé, étant donné le grand nombre de biochimistes qui ne font pas la distinction entre les significations de synthase et de synthétase.

## Exemples
- ATP synthase
- Citrate synthase
- Acide gras synthase

- Tryptophane synthase
- Thymidylate synthase